# Topolino (magazine)
Pour les articles homonymes, voir Topolino.
Topolino est une publication italienne de type magazine, diffusée depuis décembre 1932, équivalente au Mickey Mouse Magazine américain et au Journal de Mickey français.

## Histoire

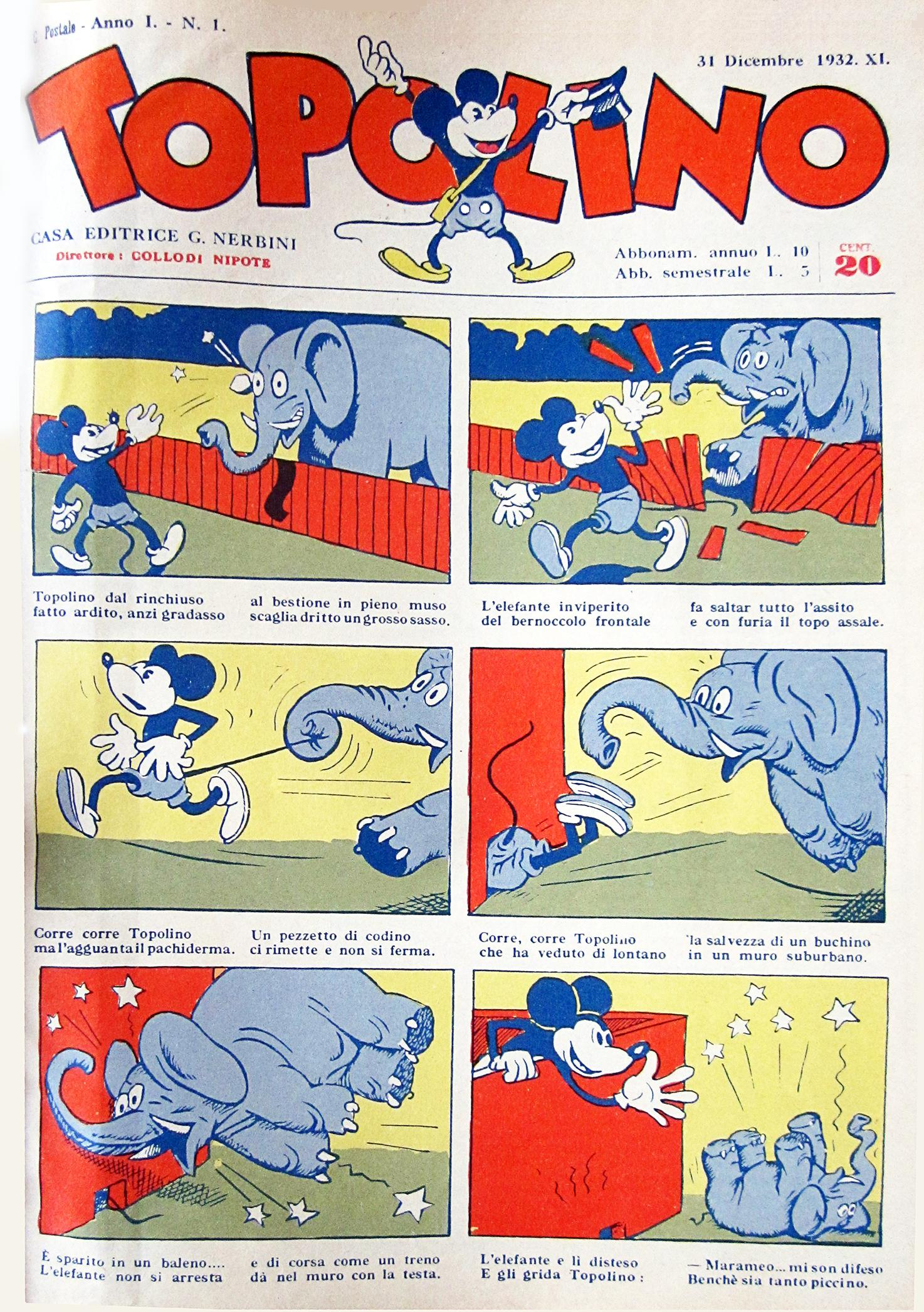
Une du premier numéro de Topolino daté 31 décembre 1932, format journal.

Fondé par Victor Civita, avec l'accord de Walt Disney, avant le Mickey Mouse Magazine américain et Le Journal de Mickey français, c'est le premier au monde à utiliser les personnages de Disney dans le cadre d'un périodique. Le journal se nomme Topolino (petite souris en italien), qui est une traduction du nom de Mickey Mouse pour adapter le personnage au public italien. Le premier numéro est en noir et blanc et comporte une première page en couleur avec une histoire de Mickey dessinée par Giove Toppi. Les éditions Nerbini (it) (Florence) n'ayant pas correctement obtenu les droits d'utiliser les personnages de Disney, un autre éditeur, Carlo Frassinelli, émit son envie d'éditer lui aussi une publication autour de Mickey Mouse. Par peur de représailles juridiques dès le numéro 3 le magazine devient donc Il Giornale di Topo Lino et le personnage de Mickey Mouse a été remplacé par « Topo Lino », un personnage de souris créé par Giove Toppi et Gaetano Vitelli. Une fois les droits correctement acquis auprès du King Features Syndicate en janvier 1933, le titre originel du magazine est restauré dès le numéro 5, puis l'ersatz Topo Lino quitte le magazine après le numéro 6. Dès le numéro 7 les histoires de Mickey de Floyd Gottfredson font leur entrée. L'éditeur Nerbini obtient l'autorisation explicite de créer des histoires italiennes pour remplir les pages du journal qui ne reçoit pas assez de bandes dessinées américaines pour le remplir, mais à la condition d'indiquer qu'elles n'étaient pas de la plume de Walt Disney. Les premiers auteurs Disney italiens sont donc Giove Toppi, Gaetano Vitelli et Antonio Burattini. Au départ édité par Nerbini, l'éditeur florentin cède les droits à Mondadori à partir du no 137 du 11 août 1935. 
C'est dans Topolino qu'a été publiée la première bande dessinée de science-fiction italienne, S.K.1 (it) de Guido Moroni Celsi, en 1935-1937.
En avril 1949, après 738 numéros et un arrête de deux années du fait de la guerre, la publication change de format passant d'un journal hebdomadaire tabloïd à celui d'un magazine mensuel de 100 pages calqué sur le Reader's Digest, donc beaucoup plus petit et économe en termes de papier et d'encre. La numérotation reprend au numéro 1. 
La publication a été absorbée en 1988 par la Divisione Periodici de Walt Disney Company Italia, puis fin 2013 par la société Panini.
La série Fantomiald débute en 1969 dans le numéro 706, dessiné par Giovan Battista Carpi sur un scénario de Guido Martina. 
La série W.I.T.C.H. débute en avril 2001 dans le magazine.